# Ocinara arabica
Ocinara arabica är en fjärilsart som beskrevs av Edward P. Wiltshire 1982. Ocinara arabica ingår i släktet Ocinara och familjen silkesspinnare. Inga underarter finns listade i Catalogue of Life.